# Hein Eersel
Christiaan Hendrik (Hein) Eersel (Paramaribo, 9 juni 1922 – aldaar, 11 juni 2022) was een Surinaams taalkundige en surinamist.

## Biografie
Eersel ging naar de Paulusschool (een rk mulo) in Paramaribo. Hij slaagde hij in 1942 voor de hulpakte, en in 1949 voor de hoofdakte.  Hij werd secretaris van de Christelijke Onderwijzers Vereniging Broederschap.  Hij studeerde Nederlandse taal- en letterkunde aan de Gemeentelijke Universiteit van Amsterdam.   Hij huwde met Florence Louise Beck, en kreeg met haar twee dochters: Marthelise en Rachel.
Eersel sloot zich in de jaren vijftig aan bij de groep Wie Eegie Sanie rond Eddy Bruma, en gaf lessen Sranan. Hij keerde naar Suriname terug en begon aan een loopbaan in het onderwijs, onder meer aan de Kweekschool, het Instituut voor de Opleiding van Leraren, en de Academie voor Hoger Kunst- en Cultuuronderwijs. Aan het begin van de jaren '60 werd hij door de linguïst Jan Voorhoeve weer naar Amsterdam gehaald om daar te werken aan een promotie-onderzoek, maar van een proefschrift zou het nooit komen.  
In de jaren 60 werkte Eersel voor het Bureau Volkslectuur.  Eersel werd in 1968 de eerste kanselier van de pas opgerichte Universiteit van Suriname. In 1969 was hij een half jaar minister van Onderwijs en Volksontwikkeling in het interim-zakenkabinet dat werd geleid door A.J. May. Later maakte Eersel deel uit van de spellingscommissie-Sranan en van de commissie die jureerde voor de Literatuurprijs van Suriname. Ook was hij actief bij de Sranan Akademya, een organisatie die het Sranan en de Afro-Surinaamse cultuur wil promoten. 
In de jaren ’90 heeft Eersel meegewerkt aan de nieuwe spelling van het Sranantongo. Ook werkte hij mee aan het in 2005 uitgegeven eerste Sranantongo Prisma Wortubuku, Sranantongo – Nederlands en Nederlands – Sranantongo.
Eersel publiceerde na de Tweede Wereldoorlog enkele gedichten in het fraterstijdschrift Spectrum en in het Sranan maandschrift Foetoe-boi en hij maakte deel uit van de redactie van het literaire tijdschrift Soela (1962-94) (vergl. Michiel van Kempen, Een geschiedenis van de Surinaamse literatuur, 2003, deel I, pp. 521, 567, 625).
Eersel publiceerde de brochures Wie is Surinamer (1964, 14 pp.) en De Surinaamse taalsituatie (1969, 33 pp.). Het woordenboek Sranantongo/Surinaamse taal (1985, 383 pp.), dat hij samen met Max Sordam publiceerde, was nogal omstreden, omdat het een complete herdruk van de Woordenlijst van het Bureau Volkslectuur bevatte. Verder publiceerde Eersel een aantal verspreide artikelen over taal, geschiedenis en identiteit die werden gebundeld in Taal en mensen in de Surinaamse samenleving (2002, 195 pp.). Recensies verschenen in Surinaamse kranten en in het tijdschrift voor surinamistiek Oso. 
Eersel kreeg in 2003 een eredoctoraat van de faculteit der Maatschappijwetenschappen van de Universiteit van Suriname en hij ontving in 2009 de Gaanman Gazon Matodja Award.  Op 10 november 2013 was hij gedecoreerd tot Grootofficier in de Ere-orde van de Palm. In 2019 wijdde de Iconenkalender van NAKS een maand aan Hein Eersel.
Op zijn honderdste verjaardag kondigde minister Marie Levens van Onderwijs, Wetenschap en Cultuur de oprichting van het Hein Eersel Instituut aan, dat zich zal richten op de professionele aanpak in het onderwijs van meertaligheid. Zijn gezondheid was toen al een tijdje niet zo goed meer. Twee dagen later, op 11 juni 2022, overleed Hein Eersel.

## Artikel
- Hein Eersel, Variëteiten van het Creools in Suriname; prestige bij taalkeuze en taalvorm, 1971